# 働くおっさん人形
『働くおっさん人形』（はたらくおっさんにんぎょう）は、フジテレビで2002年10月6日から2003年5月4日までの間、 日曜日の早朝に放送されたバラエティ番組である。番組の企画・進行は松本人志。放送時刻は日曜日の05:35-05:45（JST）。終了後も松本がメインの「モーニングビッグ対談」が放送された。
2003年にはDVD化もされている。また、2006年10月から2007年3月には続編『働くおっさん劇場』が放送された。

## 出演者

### インタビュアー
- 松本人志

### 月別のおっさんゲスト
- 野見隆明（10月のおっさん）
- 吉田秀雄（11月のおっさん）
- 中野正次（12月のおっさん）※後続の『働くおっさん劇場』では出演していない。
- 福田浩司（1月のおっさん）
- 青柳肇（2月のおっさん）

## 概要
- 松本人志が、素人のおっさんをゲストに迎え、別室からインタビュー形式で質問を投げかけていく、ヒューマンドキュメントバラエティである。当初はドキュメンタリーの趣が強く見られたが、徐々に「おっさん」の発言や行動に対して松本が苦笑する姿の映像が挿入されるなどした。
- 松本は「おっさん」の顔面が印刷されたTシャツを着て番組を進行させた（働くおっさん劇場でも同様）。
- 松本曰く「ただのAV」という言葉通り、発売されたDVDのジャケットはAVのそれと見間違うほどである。
- 野見さんの回はスタッフが松本へのプレゼン用に制作したもので、実際にはスタッフがインタビューしており、後から松本の音声に吹替えている。
- 2006年10月～2007年3月に、この番組の発展形である『働くおっさん劇場』がフジテレビ火曜深夜で放送された。登場するおっさんも一番目立つ存在だった中野さん（心の病になってしまったため、出演を見合わせた）を除く4人のおっさんがレギュラーとして引き続き登場した。2007年2月27日の放送から浅見さんが加わり5人となった。
- 1回当たりの制作費は50万円(松本のギャラも含む)で、スタッフ全員がほぼ手弁当状態で制作していた。

## スタッフ
- 企画：松本人志
- 構成：高須光聖、渡辺鐘
- カメラ：遠山康之
- 音声：片山勇
- 編集：浜野元久
- ＭＡ：吉田肇
- 音響効果：志田博英、高田智彰
- ＴＫ：菅原洋子
- メイク：竹内美紀代（TEES）
- 編成：志方聡（フジテレビ）
- ＡＤ：高畑正和
- ＡＰ：伊藤潔（吉本興業）
- プロデューサー：三竿玲子、佐々木将（フジテレビ）、岡本昭彦（吉本興業）
- チーフプロデューサー：清水宏泰（フジテレビ）
- 演出：伊藤征章（フジテレビ）
- 協力：ニユーテレス、IMAGICA、フジアール
- 制作：フジテレビ、吉本興業